# A Fülöp-szigetek a 2022. évi téli olimpiai játékokon
A Fülöp-szigetek a kínai Pekingben megrendezett 2022. évi téli olimpiai játékok egyik részt vevő nemzete volt. Az országot az olimpián 1 sportágban 1 sportoló képviselte, aki érmet nem szerzett.
Az ország egyetlen résztvevője Asa Miller volt, így ő volt a nyitóünnepségen és a záróünnepségen is a zászlóvivő. Miller második alkalommal volt a zászlóvivő.

## Alpesisí
Férfi
| Versenyző  | Versenyszám      | 1. futam      | 1. futam      | 2. futam | 2. futam | Összesítés | Összesítés |
| Versenyző  | Versenyszám      | Idő           | Hely.         | Idő      | Hely.    | Idő        | Helyezés   |
| ---------- | ---------------- | ------------- | ------------- | -------- | -------- | ---------- | ---------- |
| Asa Miller | Óriás-műlesiklás | nem ért célba | nem ért célba | kiesett  | kiesett  | kiesett    | kiesett    |
| Asa Miller | Műlesiklás       | nem ért célba | nem ért célba | kiesett  | kiesett  | kiesett    | kiesett    |